# Tomoi

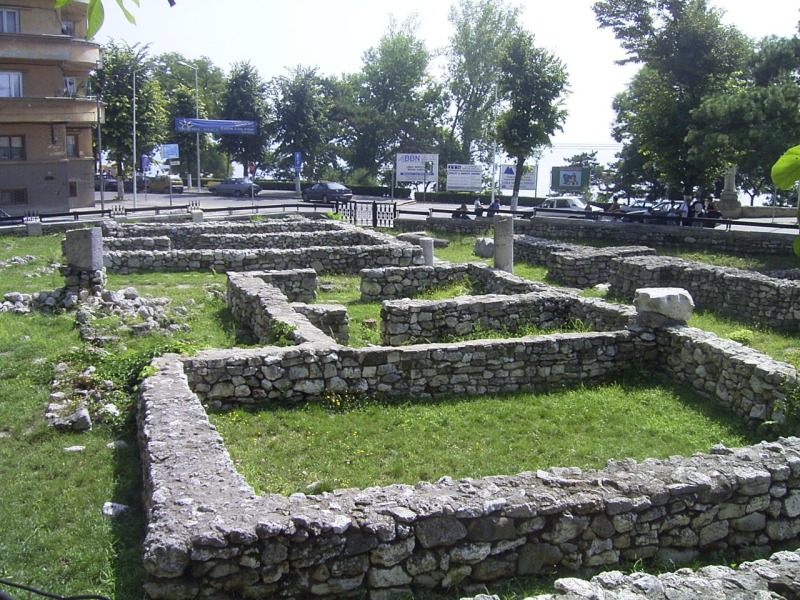
Freigelegte Grundmauern von Tomis

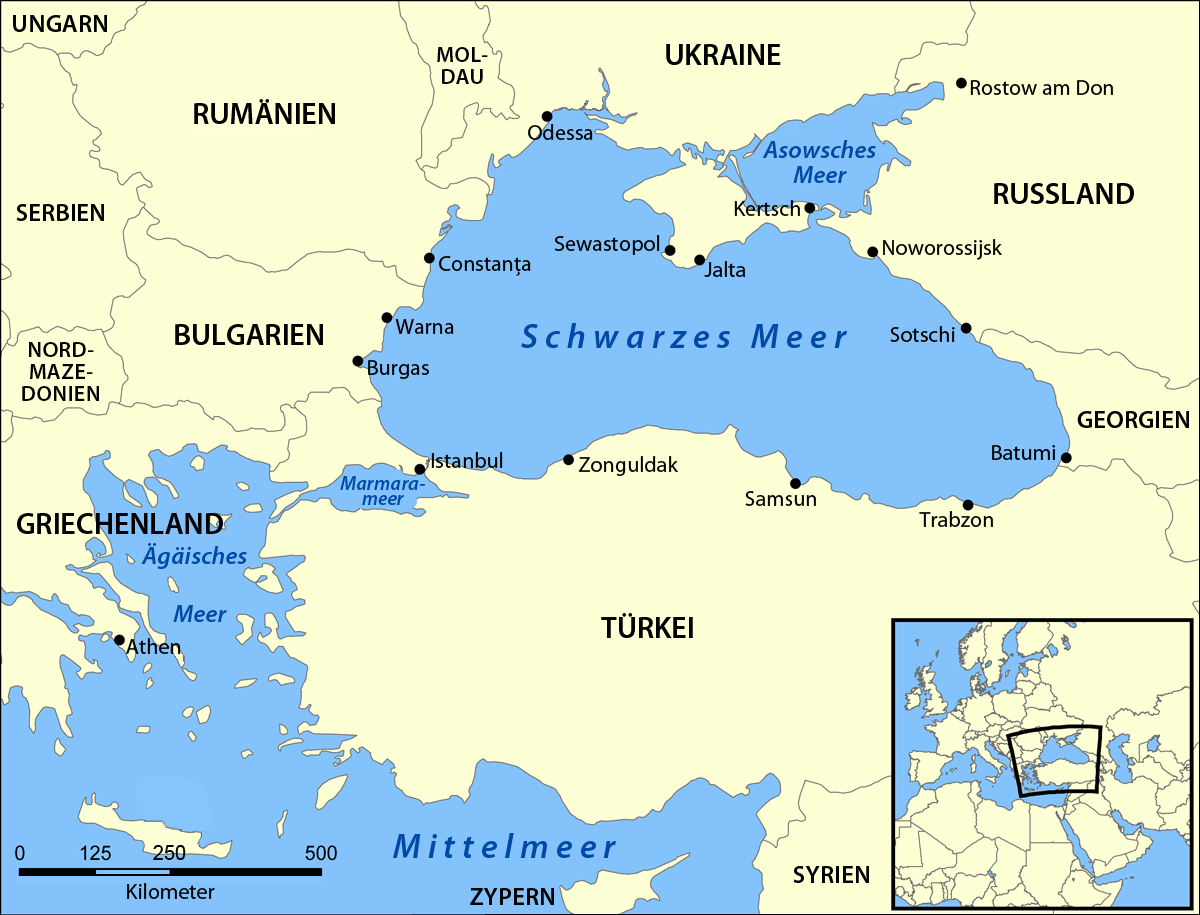
Lage der Stadt Tomis (heute Constanța) am Schwarzen Meer

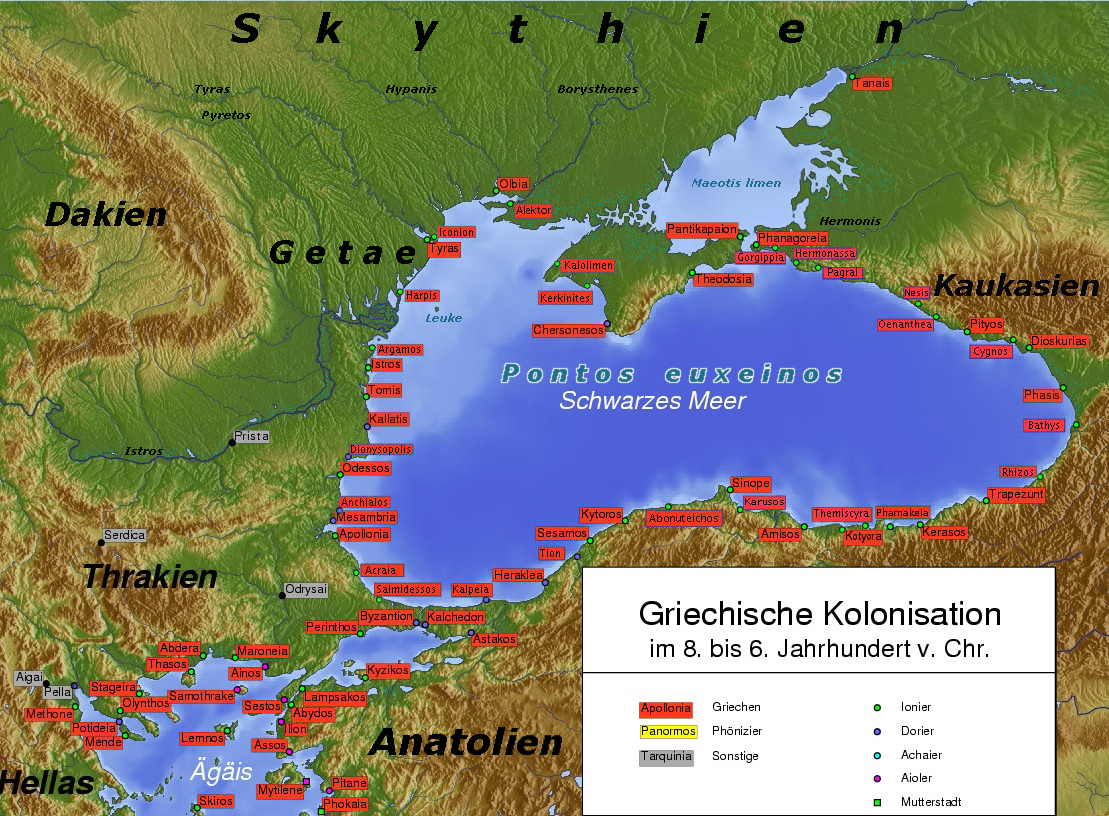
Griechische Kolonien am Schwarzen Meer

Tomoi (altgriechisch Τόμοι), auch Tomis (Τόμις), ist der antike Name eines Ortes in Mösien, lokalisiert im Stadtgebiet der heutigen Großstadt Constanța in Rumänien, gelegen an der Schwarzmeerküste, etwa 50 Kilometer südlich der (antiken) Donaumündung bei Histria. Der Ort war eine ionische Kolonie, die 633 v. Chr. von Milet aus gegründet wurde.

## Der Entstehungsmythos der Stadt Tomoi
Das altgriechische Wort τόμοι tomoi bedeutet „Teilung“ oder „Schnitt“. Der griechischen Mythologie nach wurde Tomoi vom griechischen König Aietes von Kolchis (an der Ostküste des Schwarzen Meeres, am Fluss Rioni), dem Vater der Medea, gegründet. Nachdem Iason mit Hilfe Medeas das Goldene Vlies aus Kolchis gestohlen hatte, flohen die Argonauten zusammen mit Medea und ihrem Bruder Absyrtos über das Schwarze Meer in Richtung Griechenland. König Aietas verfolgte das Schiff der Argonauten und kam ihm immer näher. Um ihren Vater Aietas aufzuhalten, tötete Medea nach der Bibliotheke des Apollodor (Buch 1, Kap. 9,24,1) ihren Bruder Absyrtos, zerteilte seinen Körper in kleine Stücke und warf diese ins Meer. Aietes musste seine Verfolgung abbrechen, sammelte die Stücke des Leichnams ein, kehrte um und begrub seinen Sohn an einem Ort, den er Tomoi nannte.

„Tomoi ist eine Gründung von Milet. Es wird ringsum von Skythen bewohnt.“

## Geschichte
In archaischer Zeit lag die Stadt in thrakischem Gebiet, wurde von Skythen und keltischen Stämmen umlagert und zeitweise erobert.
In klassischer Zeit gab es Auseinandersetzungen zwischen Byzantion und Kallatis über den Besitz der Stadt. Seit etwa 255 v. Chr. war Tomis unabhängig, seit dem Feldzug des Lukullus 72 v. Chr. römisch. Der Dakerkönig Burebista eroberte die Stadt zwischen 60 und 48 v. Chr., um 29 v. Chr. eroberte sie erneut der römische Feldherr Marcus Licinius Crassus für die Römer. Die Stadt war Mitglied des Städtebundes der pontischen Pentapolis.
Der Dichter Ovid wurde durch Kaiser Augustus an den Ort im Jahre 8 n. Chr. verbannt und starb hier. Unter dem römischen Kaiser Konstantin I. wurde die Stadt zu Ehren seiner Schwester in Constantiana umbenannt und eine wichtige Metropole.

## Zeugnisse der Stadtgeschichte
Die Agora der griechischen Stadtgründung befand sich im Bereich des heutigen Piața Ovidiu mit dem Denkmal des Ovid. Im Umkreis wurden bei Bauarbeiten zahlreiche archäologische Funde gemacht, beispielsweise die am Archäologischen Museum Constanza freigelegten Mosaikböden.